# Дафферін (графство)
 Дафферін графство  (англ. Dufferin County) — графство у провінції Онтаріо, Канада. Графство є переписним районом та адміністративною одиницею провінції.
Графство Дафферін, розташоване в районі Торонто, приблизно 100 км на північний-захід від Торонто. Це сільські округи з трьома міськими районами врегулювання, Гранд-Веллі, Оранджвіль і Шелбурн.
Графство названо на честь Фредеріка Гамільтон-Тепл-Блеквуд, 1-го маркіза Дафферін і Ава англ. Frederick Hamilton-Temple-Blackwood, 1st Marquis of Dufferin and Ava), генерал-губернатор Канади між роками 1872–1878.

## Підрозділи
- містечко — Моно (англ. Mono)
- містечко — Оранджвіль (англ. Orangeville)
- містечко — Шелбурн (англ. Shelburne)
- містечко — Амарант (англ. Amaranth)
- містечко — Іст-Гарафракаса (англ. East Garafraxa)
- містечко — Іст-Лутер—Гранд-Валі (англ. East Luther-Grand Valley)
- містечко — Меланктон (англ. Melancthon)
- містечко — Молмур (англ. Mulmur)